# Скьёльд
Скьёльд (Skjöldr, латинизированный Skioldus, в англосаксонских текстах Skjold или Skiold) — легендарный король данов, предков современных датчан. Под именем Скильд Скевинг (Scyld Scefing) также фигурирует в древнеанглийской поэме «Беовульф».
Согласно Снорри Стурлусону, Скьёльд был одним из сыновей Одина. Супругой его названа Гефьён, а потомками — датские конунги Скьёльдунги.
Согласно Саксону Грамматику, Скьёльд был сыном конунга Хлёдра и уже к пятнадцати годам продемонстрировал столь совершенные умения воина, что все его потомки стали называть себя Скьёльдунгами. Скьёльд разбил алеманнов, вождь которых соперничал с ним в борьбе за руку Альвхильды, дочери вождя саксов, и женился на Альвхильде. Она родила Скьёльду сына Грама.